# Hans-Wilhelm Steinfeld

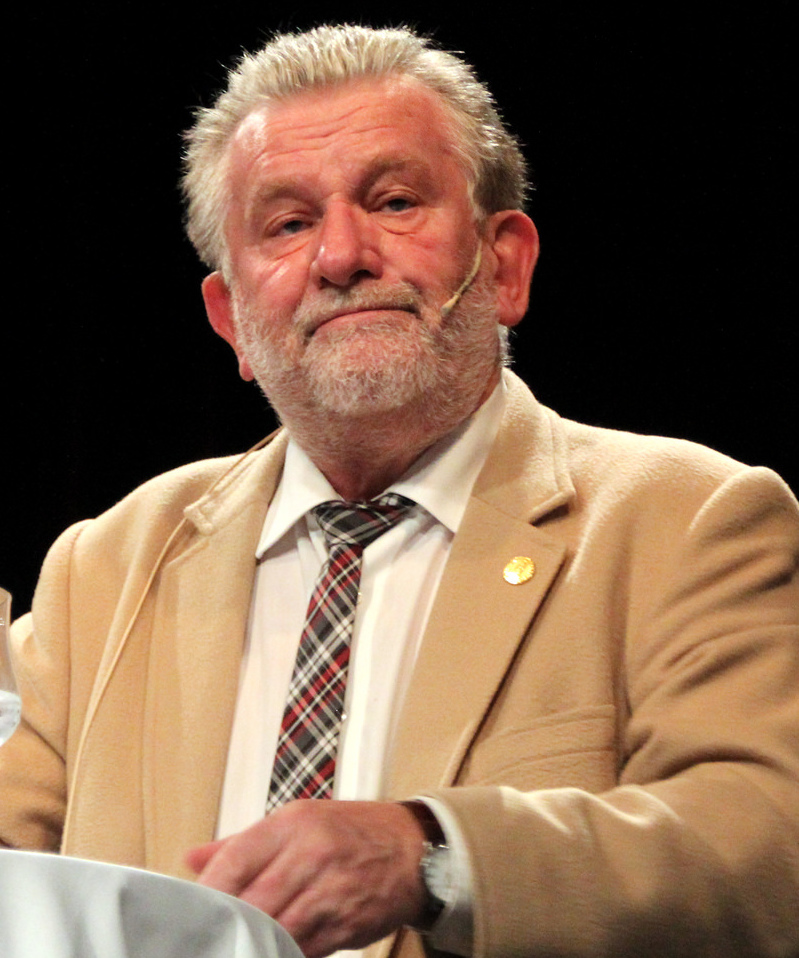
Hans-Wilhelm Steinfeld – 2014

Hans-Wilhelm Steinfeld (Bergen, 29 de marzo de 1951) es un periodista e historiador noruego. 

## Biografía
Estudió en la Universidad de Bergen y ha trabajado en la NRK desde 1976 para la que ha sido varias veces corresponsal en Moscú.
Ha recibido premios literarios como el Premio Cappelen

## Obra
- Arven etter Bresjnev (1982)
- Istid i Moskva (1984)
- Tøvær i øst (1986)
- Nærbilder fra et politisk jordskjelv (1990)
- Tilbake til Europa (1991)
- Fremover mot fortiden (1993)
- Fedrenes arv (1996)
- Solsikker på Balkan(1999)
- Frihetens bitre tiår (2001)